# جغرافيا قديمة

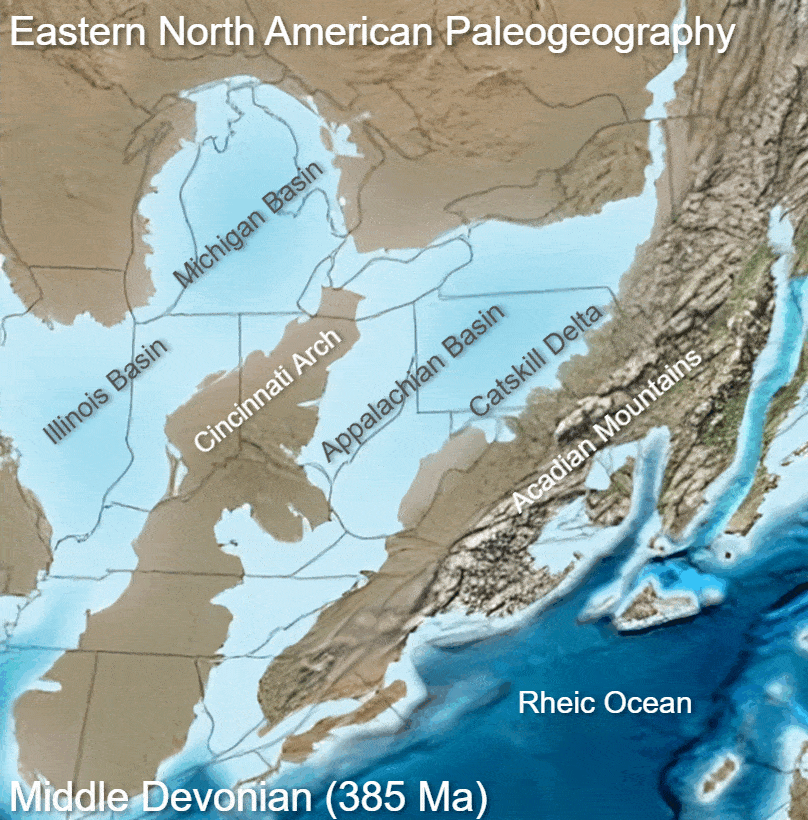
إعادة بناء الجغرافيا القديمة في منطقة حوض الأبالاش خلاص أواسط العصر الديفوني.

الجغرافيا القديمة (بالإنجليزية: Palaeogeography)‏ (نقحرة: باليوغوغرافيا) هو دراسة الجغرافيا التاريخية والإلمام بالأزمنة الجيولوجية المختلفة والمناظر الطبيعية التابعة لها. وتشمل بذلك المواد والمناظر الجغرافية. وهو ذلك العلم الذي يشمل أيضاً دراسة توزيع الماء واليابسة بصفة خاصة خلال العصور الجيولوجية المختلفة من تاريخ الأرض ويشمل أيضاً دراسة المناخ القديم.